# Christine Lecerf
Christine Lecerf est une germaniste, critique littéraire, auteure et documentariste radio française, née le 14 janvier 1959 à Caudebec-lès-Elbeuf, en Normandie.

## Biographie

### Famille et jeunesse
Née dans une famille originaire de la Corrèze, elle y passe toutes ses vacances scolaires. Elle évoque son lien particulier avec le paysage natal de ses ancêtres  dans un documentaire radiophonique sur France Culture. Elle y enregistre, avec l’écrivain corrézien Pierre Bergounioux, un documentaire radiophonique intitulé L’Écriture en vacance. Christine Lecerf est mariée avec l’illustrateur Eric Héliot, avec qui elle a deux filles.

### Études
Christine Lecerf intègre en 1977 le département d’études germaniques de l’université de Rouen. Elle y suit les cours de civilisation de Felix Kreissler, fondateur des études autrichiennes en France et de la revue Austriaca – Cahiers universitaires d’information sur l’Autriche. Très marquée par l’enseignement de cet historien autrichien, juif, communiste, résistant, déporté à Buchenwald, elle oriente très tôt ses recherches sur la littérature et la culture autrichienne,,.  Après un DEA sur le personnage d’enfant chez Peter Handke, elle soutient, en 1992, la première thèse universitaire française sur l’écrivain Thomas Bernhard, « Une autobiographie simplement compliquée : ouvertures sur une esthétique de la limite chez Thomas Bernhard ». Elle publie, en collaboration avec l’historienne Hannelore Burger Corps blessés, peines intimes autrichiennes, avec des illustrations de l’actionnisme viennois.

### Parcours professionnel

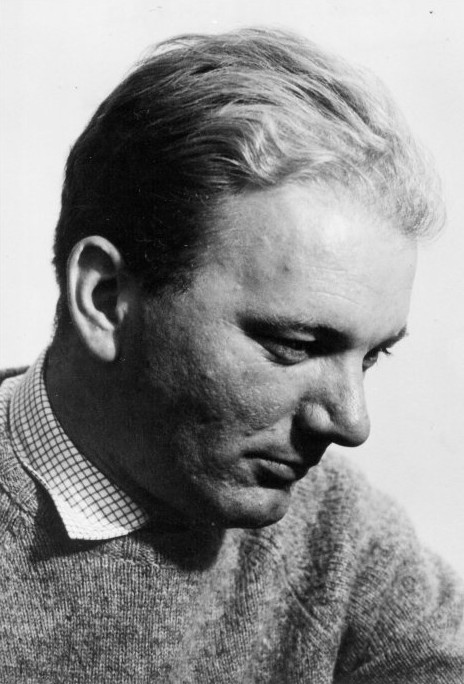
Thomas Bernhard fait partie des auteurs auxquels Christine Lecerf s'est le plus intéressée.

En 1995, à l’occasion de l’entrée de l’Autriche dans l’Union européenne, elle dirige le festival Ouvertüre France Autriche, organisant avec le collectionneur Serge Sabarsky une exposition Klimt-Schiele-Kokoschka au musée des Beaux-Arts de Rouen,, et avec le critique d’art Robert Fleck la première rétrospective d’art contemporain autrichien en France, à l’école d'architecture de Normandie/Rouen/Darnétal. Elle rencontre la peintre Maria Lassnig, à laquelle elle consacre une série d’entretiens, À voix nue, sur France Culture.
Invitée à l’émission Panorama de France Culture pour évoquer la figure de Thomas Bernhard, elle fait la connaissance du producteur Michel Bydlowski et devient une collaboratrice régulière de l’émission jusqu’à la mort tragique de celui-ci, en février 1998. Elle collabore ensuite aux Mardis littéraires puis à L'Atelier littéraire de Pascale Casanova. 
À partir des années 2000, elle devient productrice déléguée de documentaires sur France Culture, où elle explore les figures de la modernité littéraire et philosophique. Elle consacre une série d’entretiens À voix nue au philosophe Jacques Bouveresse. En sa compagnie, elle enregistre à Vienne un documentaire sur Ludwig Wittgenstein et consacre au philosophe autrichien un numéro de la revue Europe.
En 2001, elle revient à Thomas Bernard, « celui qui porte à son comble l’expérience artistique. » Elle lui consacre également un numéro de la revue Europe ainsi qu’un autoportrait radiophonique sur France Culture,.
En 2005, elle enregistre une série d’entretiens, inédits en Autriche, avec l’écrivaine Elfriede Jelinek, prix Nobel de littérature, qui seront ensuite publiés sous le titre L’Entretien,. L'Europe centrale et orientale fait également partie de ses centres d'intérêt et donne lieu à deux cycles de La Série documentaire. 
À partir de 2010, elle devient collaboratrice régulière au journal Le Monde, où elle écrit des comptes-rendus critiques sur la littérature de langue allemande. 
Depuis 2013, elle produit chaque été une Grande Traversée sur France Culture, série documentaire consacrée à une figure du patrimoine mondial de l’art ou de la pensée (Einstein, Arendt,, Freud, Marx, Céline,, Proust, Hugo, Kafka,, etc.).

#### Reconnaissance
En 2015, elle obtient le prix SCAM de l'œuvre sonore pour Looking for Shakespeare. Selon le jury, « [elle] incarne le lien puissant qui unit radio et littérature. » Son travail radiophonique est régulièrement commenté par la critique,.

## Publications

### Ouvrages
- Corps blessés, peines intimes autrichiennes, avec Hannelore Burger, Publications de l'université de Rouen, 1991  (ISBN 9782877750271)
- Sept écrivains pour Mozart, Laurence Teper, 2006  (ISBN 9782916010052)
- L'Entretien, avec Elfriede Jelinek, Seuil, 2007  (ISBN 9782020892773)

### Traductions
- Robert Menasse, La Pitoyable Histoire de Leo Singer, Verdier, 2000  (ISBN 9782864323273)
- Robert Menasse, Machine arrière, Verdier, 2003  (ISBN 2864323923)
- Elke Heidenreich, Un cochon pour la vie, illustrations de Michael Sowa, Sarbacane, 2007  (ISBN 9782848651194)
- Elke Heidenreich, Le Chien de Noureev, illustrations de Michael Sowa, Sarbacane, 2007  (ISBN 9782848651187)
- Robert Menasse, Chacun peut dire Je, Jacqueline Chambon, 2011  (ISBN 9782330000356)

### Articles
- Contributions pour Le Monde[28]

## Documentaires radiophoniques (sélection)
Grandes Traversées, France Culture
- Mister Albert, Doktor Einstein, 2013
- Looking for William Shakespeare, 2014
- Simone de Beauvoir, absolument, 2015
- Charlie Chaplin, the artist, 2016
- Hannah Arendt, la passagère, 2017
- Moi, Sigmund Freud, 2018
- Louis-Ferdinand Céline, au fond de la nuit, 2019
- Karl Marx, l'inconnu, 2020
- Docteur Semmelweis, 2021
- Marcel Proust, cousu main, 2022
- Victor Hugo, l'homme qui vit, 2023
- Kafka, métamorphosé, 2024

La Série documentaire, France Culture
- L'Art dégénéré, 2017
- Perdre l'Europe, 2020
- Les Retours du passé, 2022
- Gare de l'Est, allers et retours, 2025

Une vie, une oeuvre, France Culture
- Billy Wilder, 2010
- Nathalie Sarraute, 2012
- Ernst Lubitsch, 2012
- Vaclav Havel, 2013
- Lucian Freud, 2013
- Marc Chagall, 2015
- Chantal Akerman, 2020

À voix nue, France Culture
- Maria Lassnig, 1999
- Jacques Bouveresse, 2000
- Elfriede Jelinek, 2005

### Radio
- Grandes Traversées sur France Culture